# Gouvernorat de Jénine
Le gouvernorat de Jénine est un gouvernorat de la Palestine.

## Lieux
Selon le bureau central palestinien des statistiques, le gouvernorat dispose de 78 localités, y compris des camps de réfugiés dans sa juridiction. Treize localités conservent le statut de municipalité.

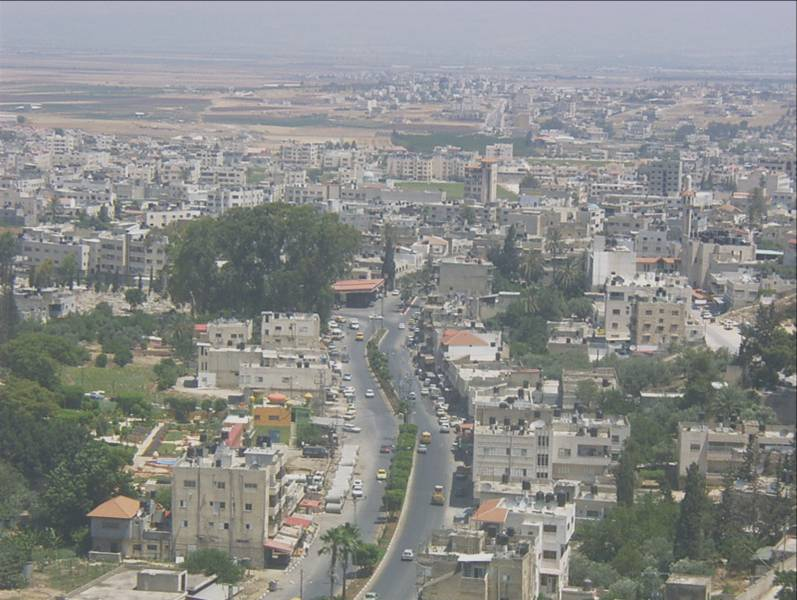
Ville de Jénine

### Villes
- Jénine (et son camp de réfugiés)
- Qabatiya

### Municipalités
- Ajjah
- Arraba
- Burquin
- Dahiyat Sabah al-Khei
- Deir Abu Da'if
- Jaba
- Kafr Dan
- Kafr Ra'i
- Meithalun
- Silat al-Harithiya
- Silat ad-Dhahr
- Ya'bad
- al-Yamun
- Zababdeh

### Villages
- 'Anin
- Anzah
- Araqah
- Arranah
- al-Attara
- Barta'a ash-Sharqiyah
- Bir al-Basha
- Deir Ghazaleh
- Fahma
- Fandaqumiya
- Faqqua
- Jalamah
- Jalbun
- Jalqamus
- Judeida
- Kufeirit
- Mirka
- Misilyah
- al-Mughayyir
- Nazlet Zeid
- Rummanah
- Sanur
- ash-Shuhada
- Sir
- at-Tayba
- Ti'inik
- Tura al-Gharbiya
- Umm ar-Rihan
- Umm al-Tut
- Zububa
- Ya'bad